# Hieracium longiberbe
Hieracium longiberbe là một loài thực vật có hoa trong họ Cúc. Loài này được Howell mô tả khoa học đầu tiên năm 1901.